# Aprostocetus aquilus
Aprostocetus aquilus är en stekelart som beskrevs av Graham 1987. Aprostocetus aquilus ingår i släktet Aprostocetus och familjen finglanssteklar. Inga underarter finns listade i Catalogue of Life.